# 納杰夫
納杰夫（阿拉伯语：‎）位於伊拉克南部的幼發拉底河河岸，距離首都巴格達有160公里。由于什叶派创始人阿里·本·阿比·塔利卜安葬于此，因此纳杰夫是伊斯蘭教什葉派的聖城，亦是什葉派歷年以來的政治中心。它亦是納杰夫省的首府。根據2003年的人口統計，納杰夫市有人口28.65萬人，但由於海外移民的湧入，現時人口已大大超出此數。

## 歷史
納杰夫鄰近薩珊王朝時的城市蘇斯坦，在當時是埃兰沙赫尔的Middle Bih-Kavad省的一部份。納杰夫是在公元791年由當時阿拔斯王朝的哈里發哈倫·拉希德所建立。
在鄂圖曼帝國統治期間，納杰夫需要面對嚴峻的問題，包括有：
- 來自阿拉伯沙漠的土匪為患，
- 缺乏可靠的水源，使當地嚴重缺水。

在16世紀，納杰夫的人口從3000戶銳減至只有30戶。

## 圖集

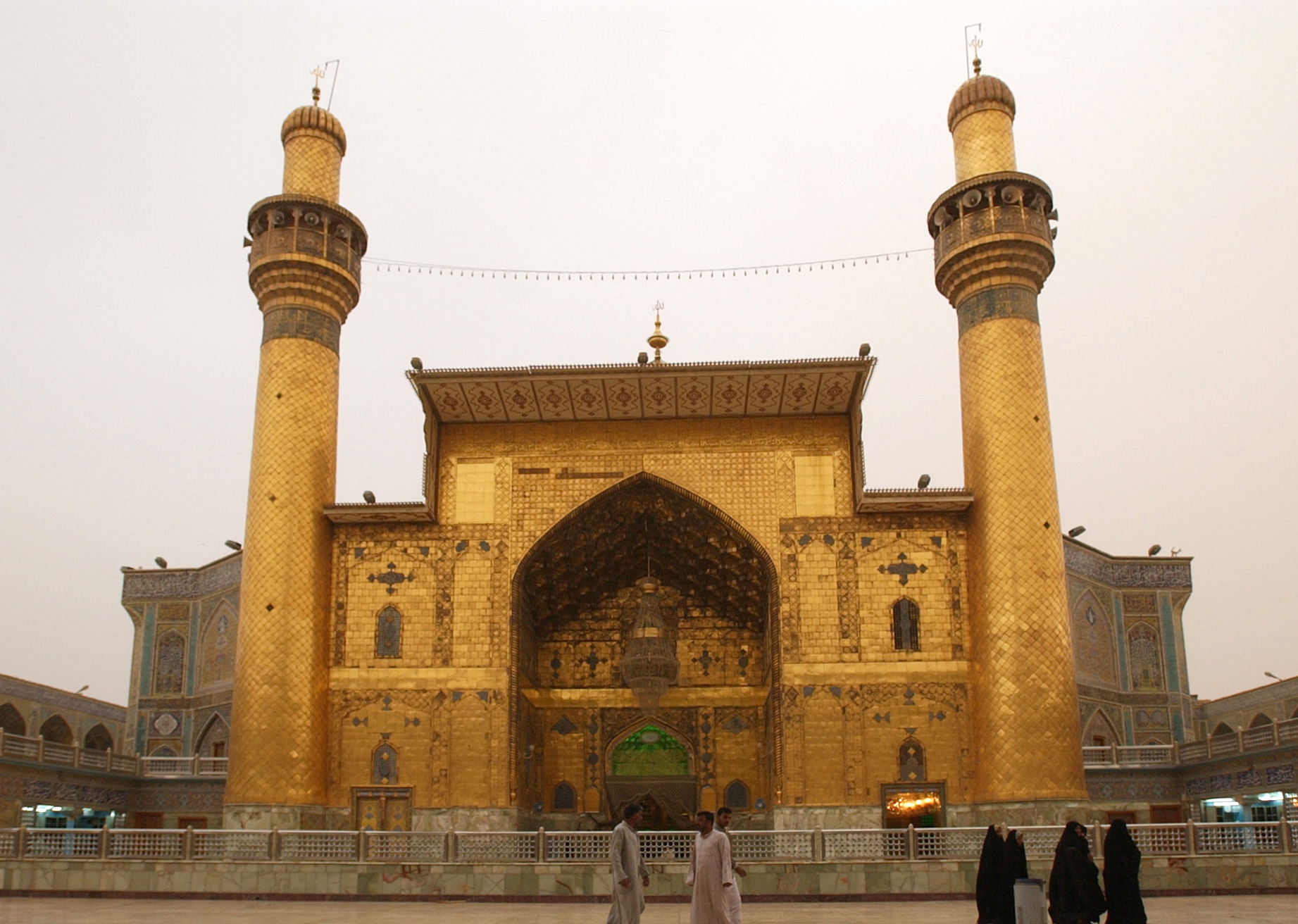
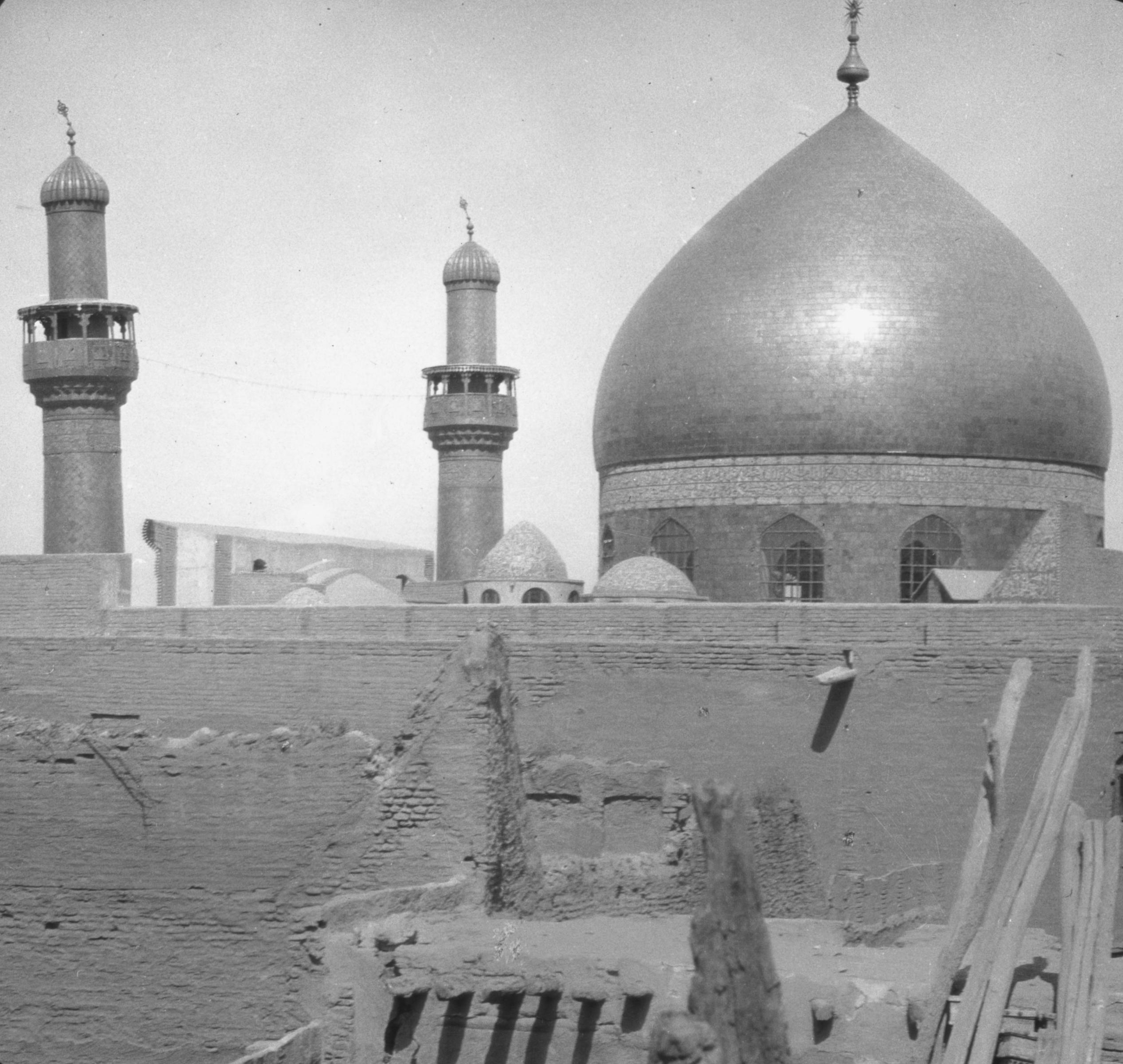
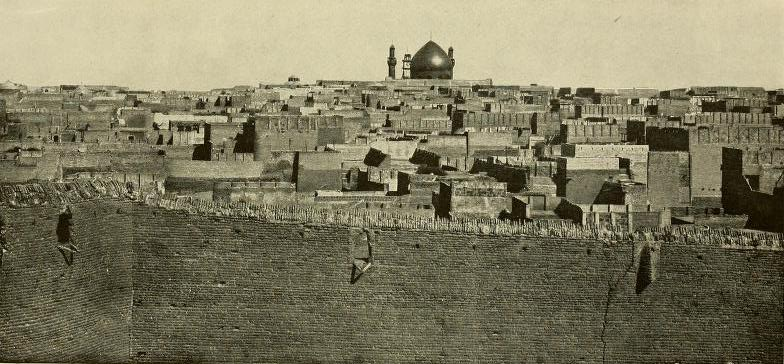
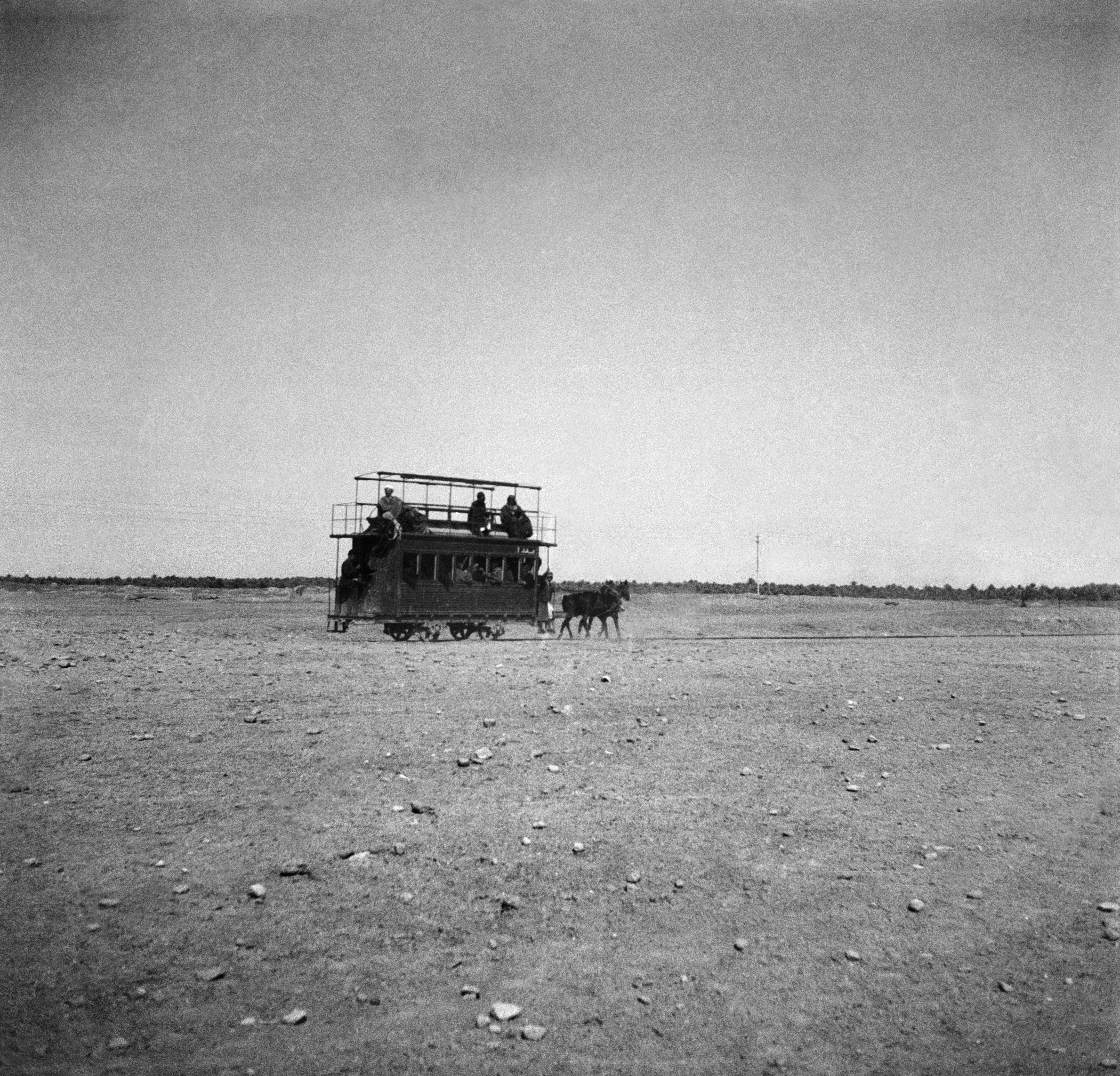
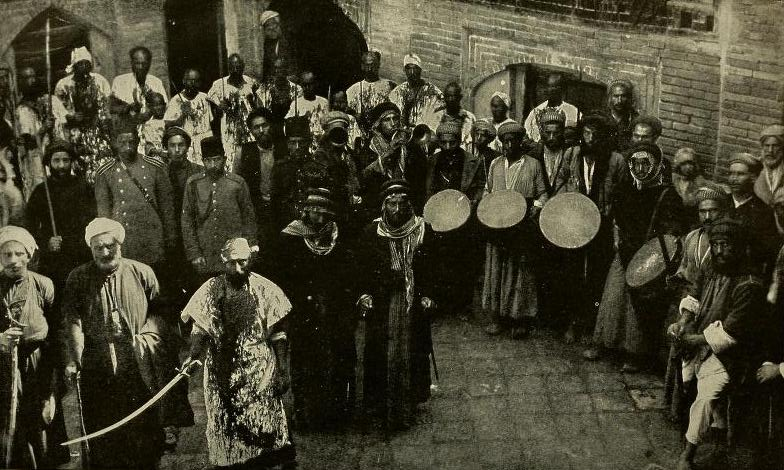
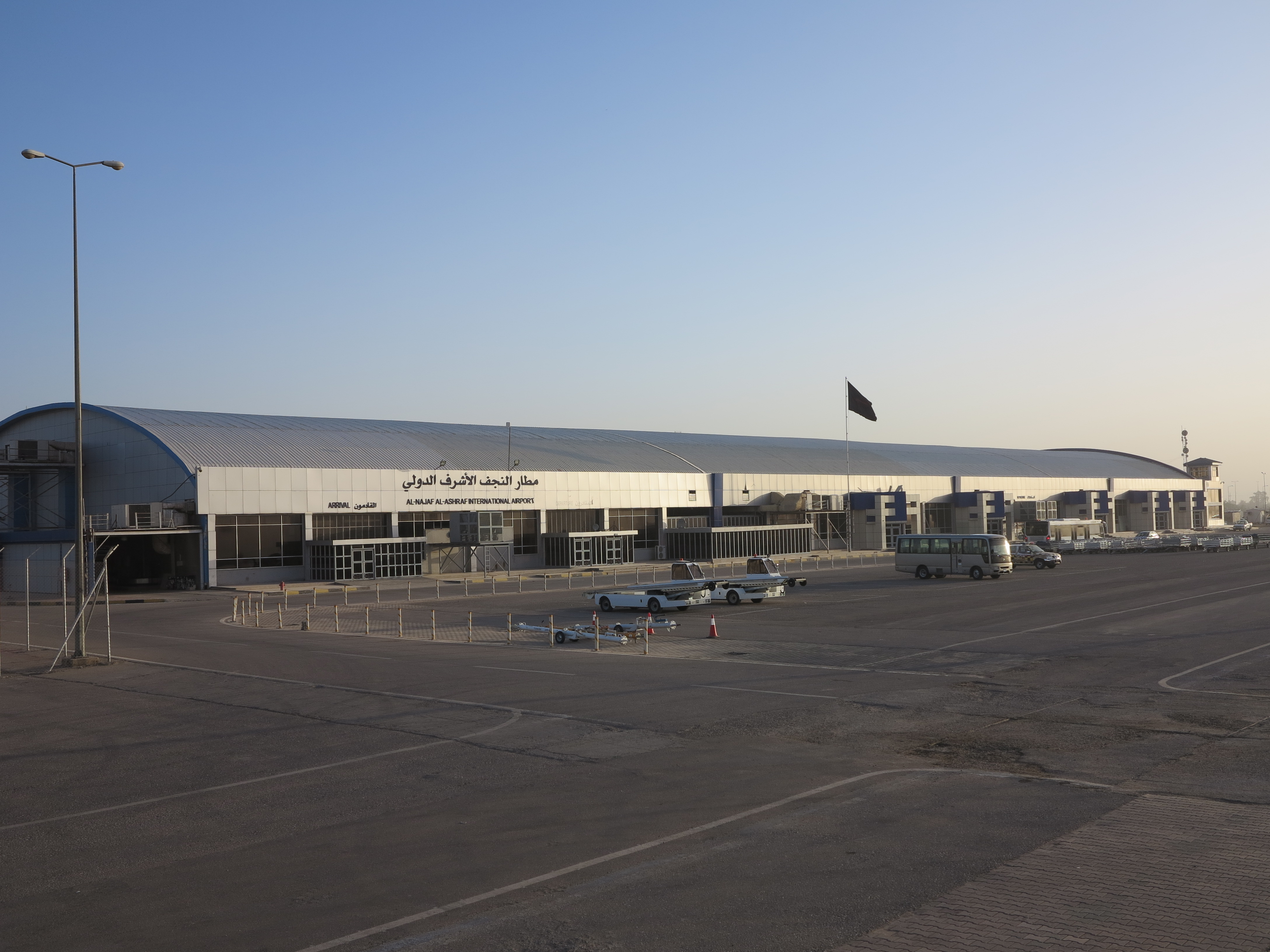
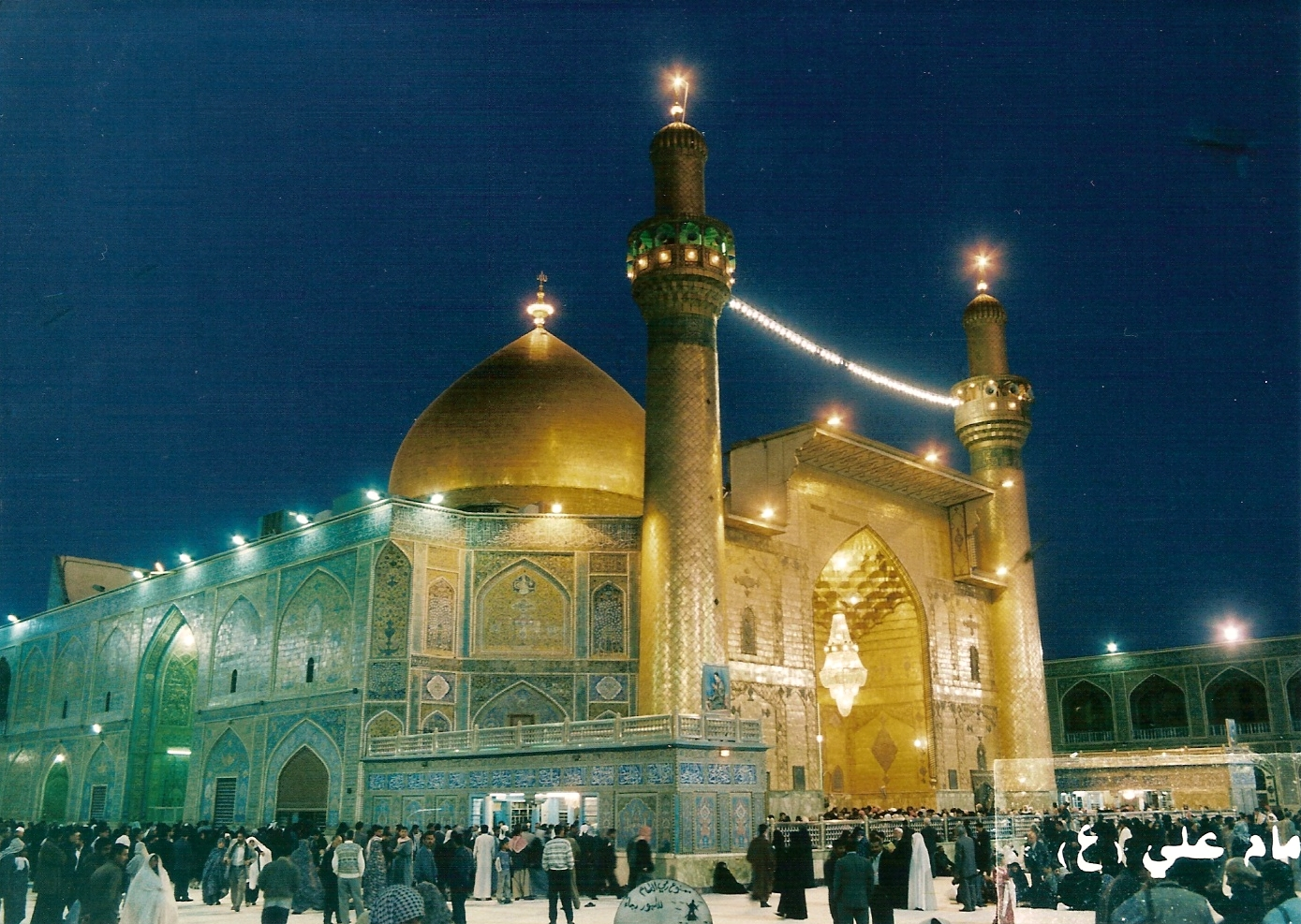
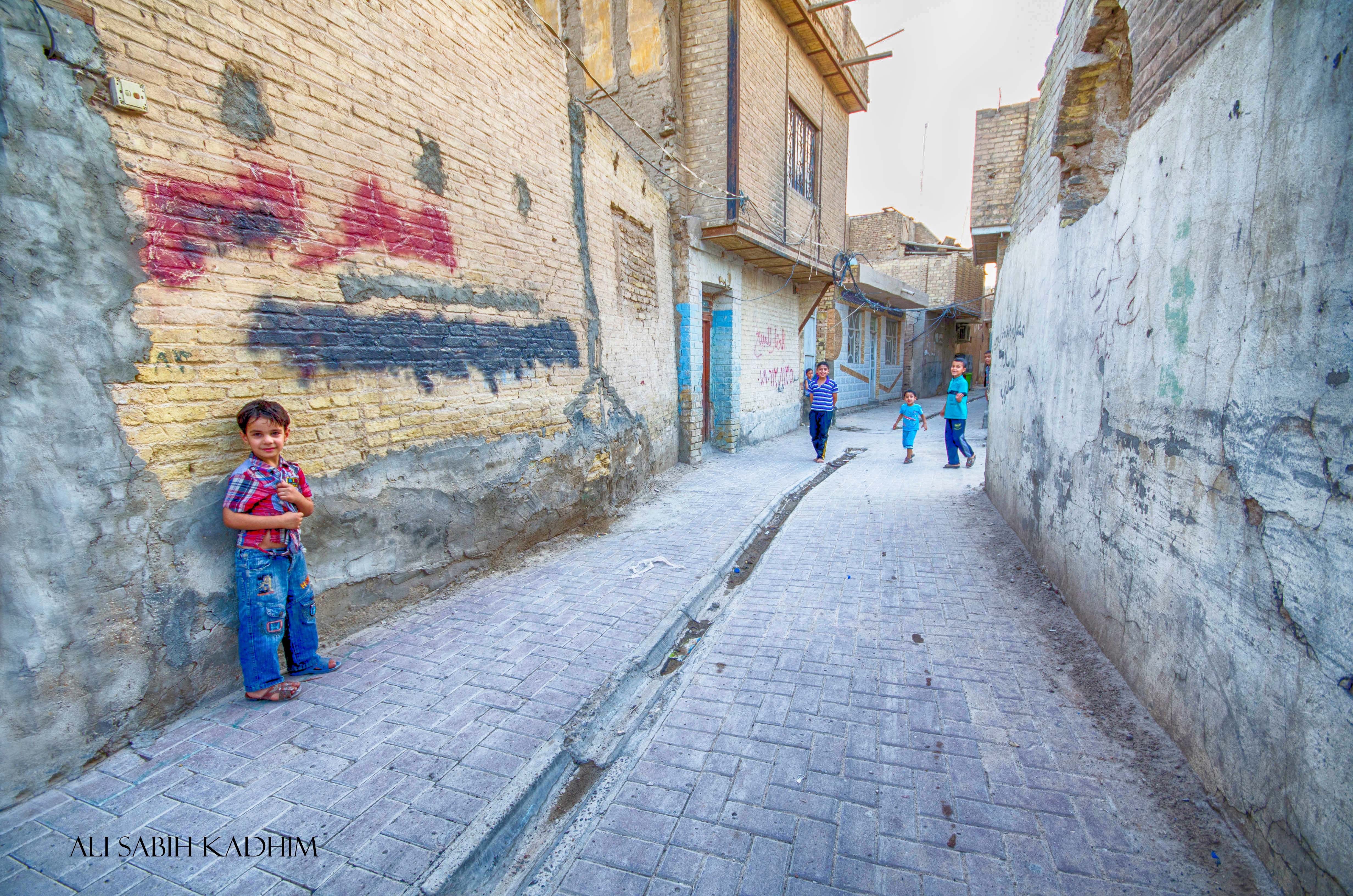
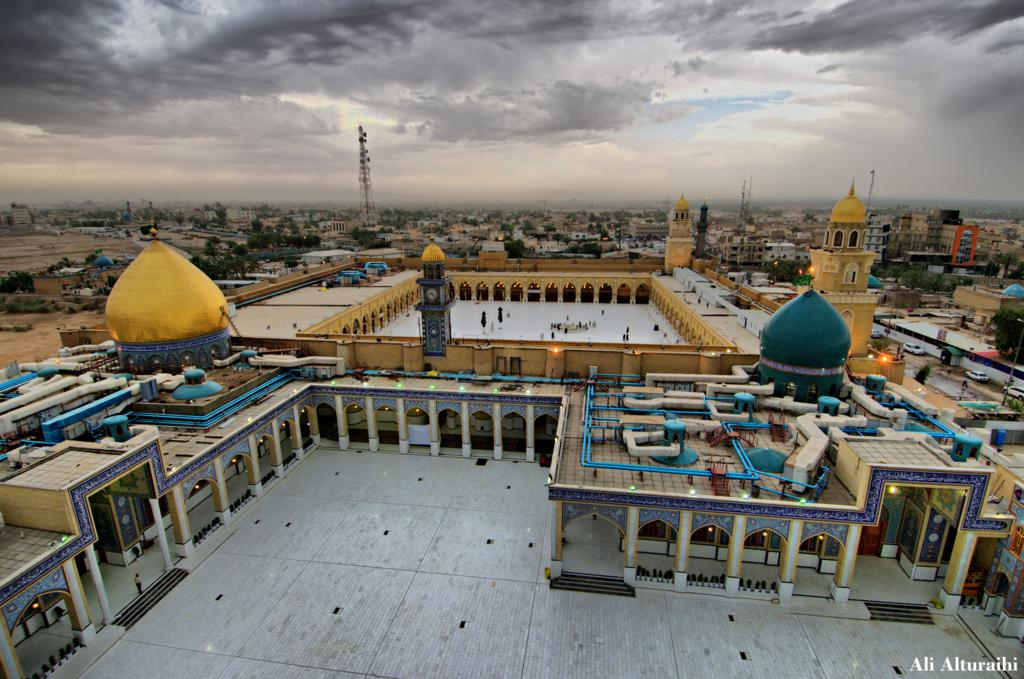
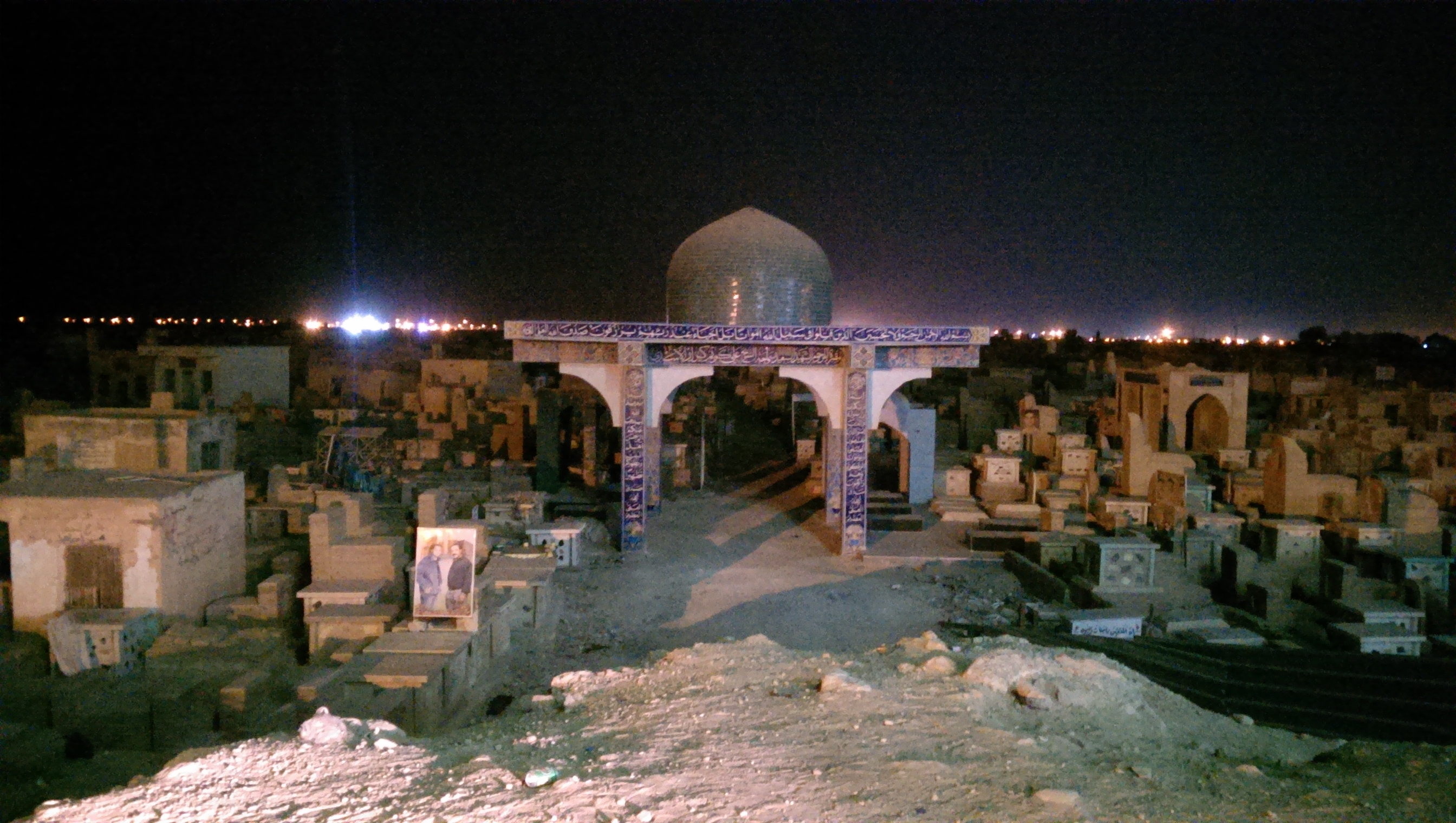
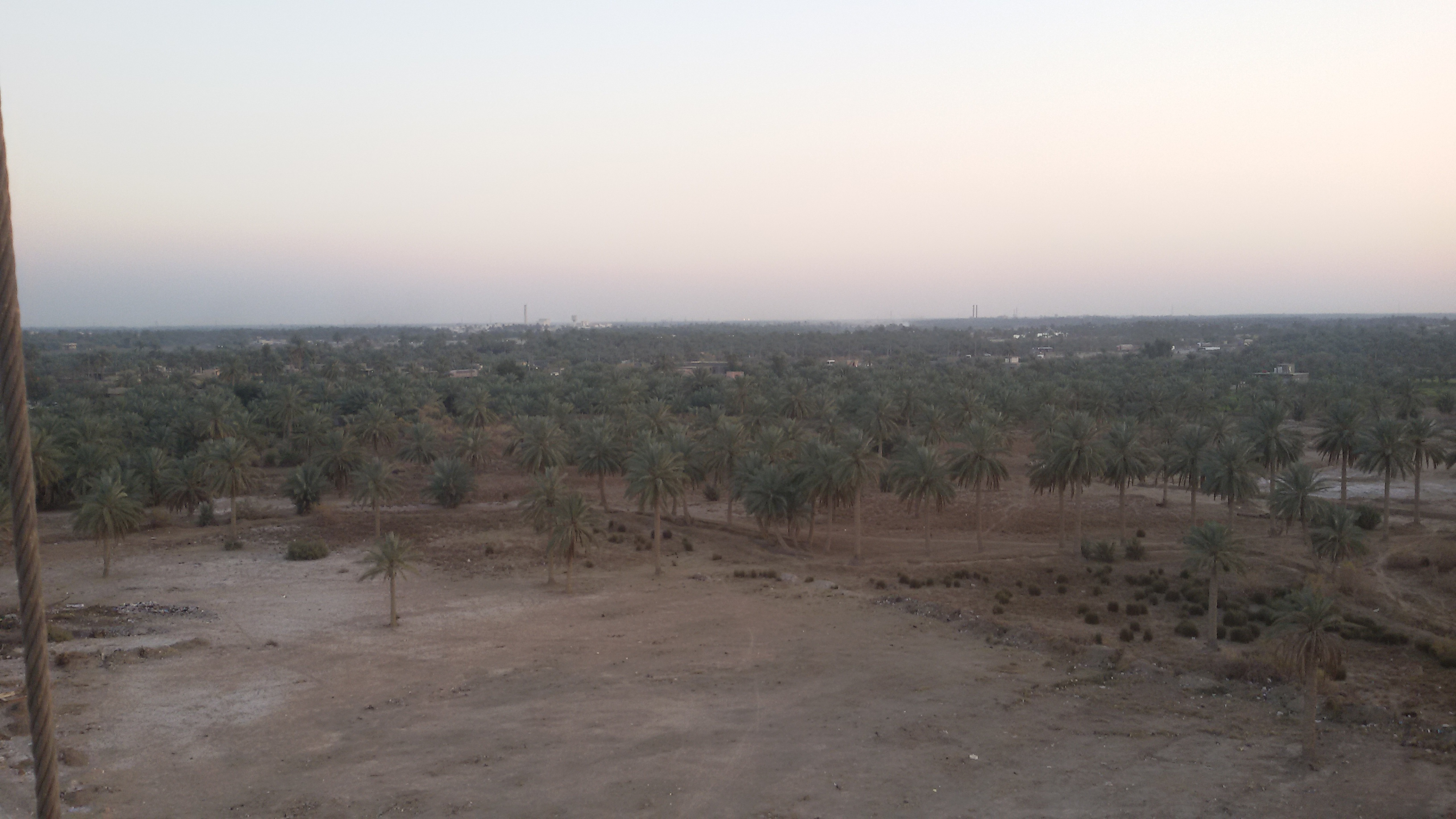
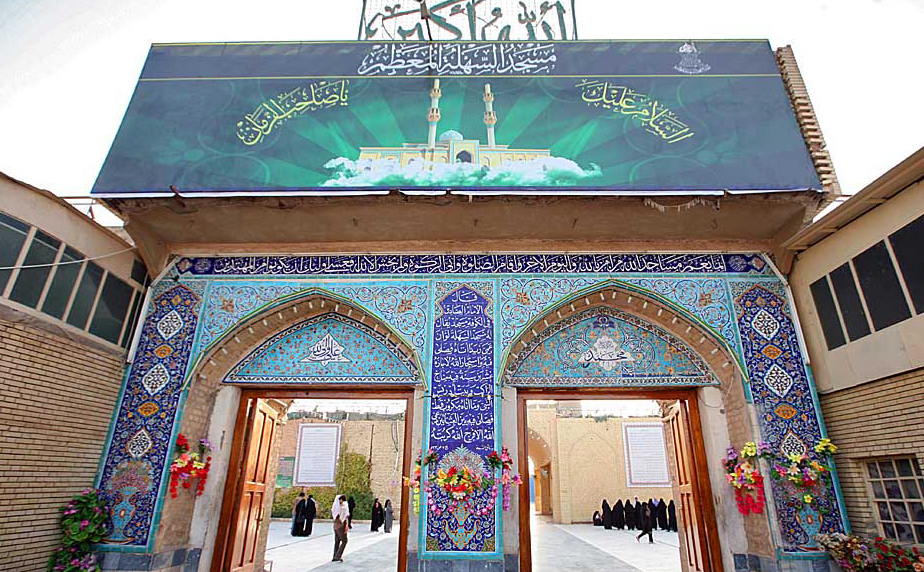
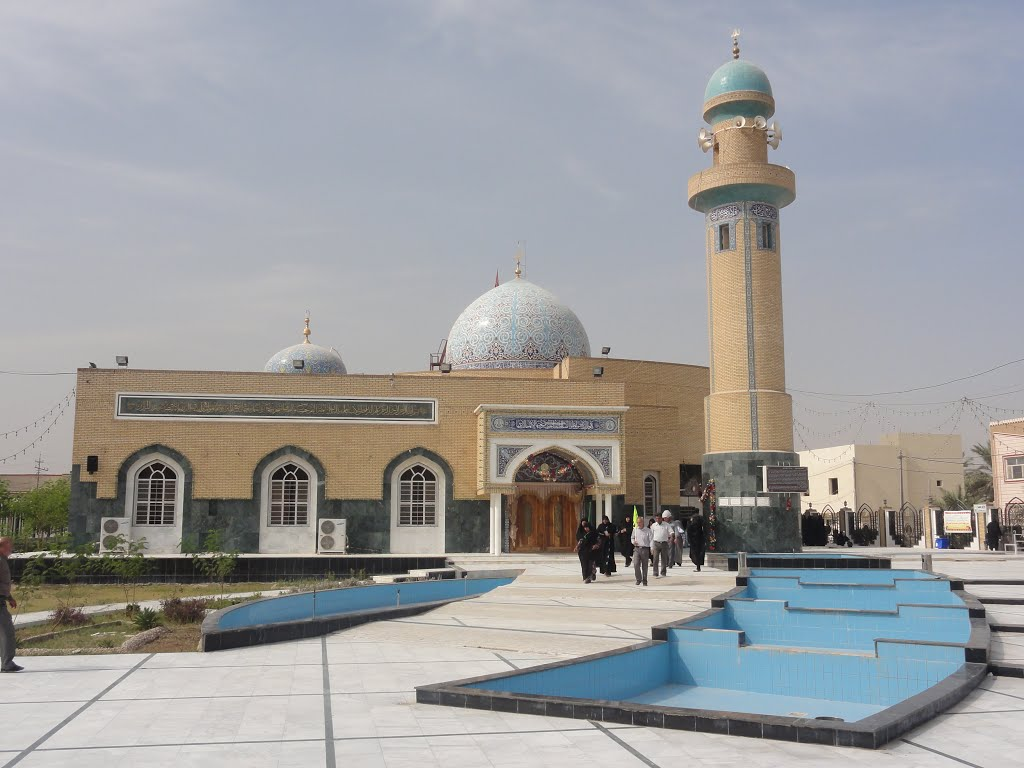
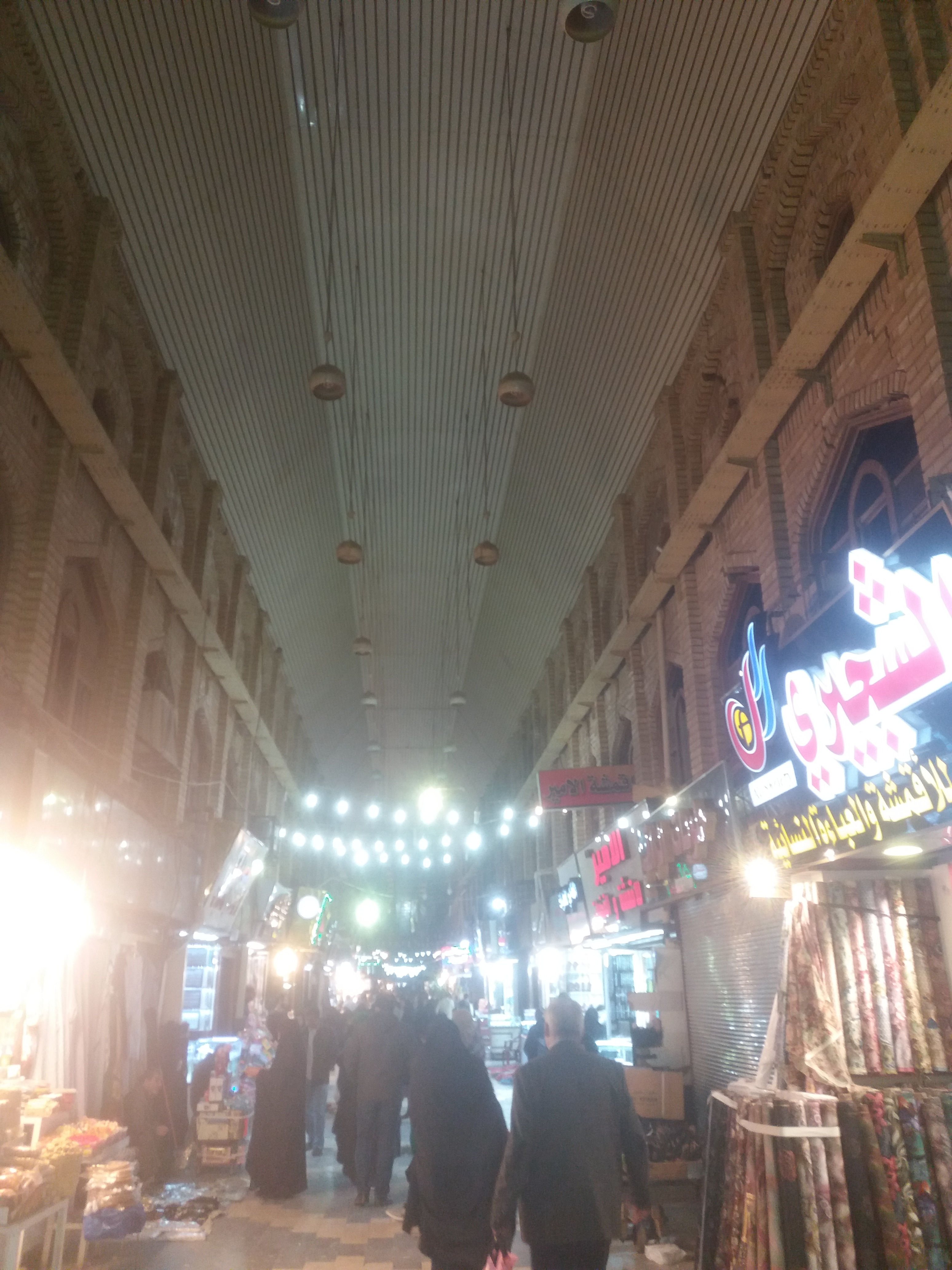
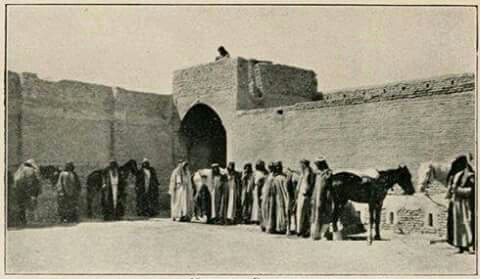

## 著名建筑
- 伊玛目阿里清真寺

## 參看
- Interactive Guide: Najaf （页面存档备份，存于） - The Guardian （页面存档备份，存于）
- Satellite Map of Hazrat Ali mosque in Najaf, Iraq - Google

32°0′N 44°20′E / 32.000°N 44.333°E